# Französische Rugby-Union-Meisterschaft 2002/03
Die Saison 2002/03 war die 104. Austragung der französischen Rugby-Union-Meisterschaft (französisch Championnat de France de rugby à XV). Sie umfasste je 16 Mannschaften in der obersten Liga Top 16 und der zweithöchsten Liga Pro D2.

## Top 16
Die reguläre Saison der Top 16 umfasste je eine Vor- und Rückrunde, wobei die Mannschaften in zwei Wertungsgruppen eingeteilt waren. Jeweils die vier Bestplatzierten qualifizierten sich für die Playoffs, bestehend aus zwei Vierergruppen. Die zwei Besten beider Playoff-Gruppen gelangten ins Halbfinale. Im Endspiel, das am 7. Juni 2003 im Stade de France in Saint-Denis stattfand, spielten die Halbfinalsieger um den Bouclier de Brennus. Dabei setzte sich Stade Français gegen Stade Toulousain durch und errang zum elften Mal den Meistertitel.
Gleichzeitig zu den Playoffs fand eine Abstiegsrunde mit den jeweils vier schlechtesten Mannschaften der regulären Saison statt. Nach einer Vor- und Rückrunde stieg Stade Montois als Gruppenletzter in die Pro D2 ab, während die CA Bordeaux-Bègles aus finanziellen Gründen relegiert wurde. Die schlechter klassierte AS Béziers verblieb aus diesem Grund in der obersten Liga.
Die Punkte wurden wie folgt verteilt:
- 3 Punkte bei einem Sieg
- 2 Punkte bei einem Unentschieden
- 1 Punkte bei einer Niederlage
- 0 Punkte bei einem Forfait

### Platzierungsrunde
|    | Team                | Spiele | Siege | Unent. | Ndlg. | Spiel- punkte | Diff. | Tabellen- punkte |
| -- | ------------------- | ------ | ----- | ------ | ----- | ------------- | ----- | ---------------- |
| 1. | Biarritz Olympique  | 14     | 10    | 0      | 4     | 347:273       | + 74  | 34               |
| 2. | Stade Français      | 14     | 9     | 1      | 4     | 334:248       | + 86  | 33               |
| 3. | CS Bourgoin-Jallieu | 14     | 7     | 1      | 6     | 314:290       | + 24  | 29               |
| 4. | FC Grenoble         | 14     | 7     | 0      | 7     | 312:294       | + 18  | 28               |
| 5. | AS Montferrand      | 14     | 6     | 1      | 7     | 279:238       | + 39  | 27               |
| 6. | CA Bordeaux-Bègles  | 14     | 5     | 1      | 8     | 273:317       | − 44  | 25               |
| 7. | Castres Olympique   | 14     | 4     | 2      | 8     | 303:372       | − 69  | 24               |
| 8. | US Montauban        | 14     | 4     | 2      | 8     | 228:358       | − 130 | 24               |

|    | Team             | Spiele | Siege | Unent. | Ndlg. | Spiel- punkte | Diff. | Tabellen- punkte |
| -- | ---------------- | ------ | ----- | ------ | ----- | ------------- | ----- | ---------------- |
| 1. | SU Agen          | 14     | 12    | 0      | 2     | 359:198       | + 161 | 38               |
| 2. | Stade Toulousain | 14     | 11    | 1      | 2     | 402:236       | + 166 | 37               |
| 3. | USA Perpignan    | 14     | 8     | 0      | 6     | 326:208       | + 118 | 30               |
| 4. | Section Paloise  | 14     | 6     | 2      | 6     | 307:317       | − 10  | 28               |
| 5. | RC Narbonne      | 14     | 6     | 1      | 7     | 282:330       | − 48  | 27               |
| 6. | US Colomiers     | 14     | 5     | 0      | 9     | 227:345       | − 128 | 24               |
| 7. | AS Béziers       | 14     | 3     | 1      | 10    | 281:351       | − 70  | 21               |
| 8. | Stade Montois    | 14     | 2     | 1      | 11    | 208:407       | − 199 | 19               |

### Playoffs
|    | Team                | Spiele | Siege | Unent. | Ndlg. | Spiel- punkte | Diff. | Tabellen- punkte |
| -- | ------------------- | ------ | ----- | ------ | ----- | ------------- | ----- | ---------------- |
| 1. | Biarritz Olympique  | 14     | 4     | 0      | 2     | 154:132       | + 22  | 14               |
| 2. | Stade Toulousain    | 14     | 4     | 0      | 2     | 218:199       | + 19  | 14               |
| 3. | CS Bourgoin-Jallieu | 14     | 3     | 0      | 3     | 189:138       | + 51  | 12               |
| 4. | Section Paloise     | 14     | 1     | 0      | 5     | 149:241       | − 92  | 8                |

|    | Team           | Spiele | Siege | Unent. | Ndlg. | Spiel- punkte | Diff. | Tabellen- punkte |
| -- | -------------- | ------ | ----- | ------ | ----- | ------------- | ----- | ---------------- |
| 1. | Stade Français | 14     | 5     | 0      | 1     | 167:111       | + 56  | 16               |
| 2. | SU Agen        | 14     | 4     | 0      | 2     | 142:121       | + 21  | 14               |
| 3. | USA Perpignan  | 14     | 2     | 0      | 4     | 119:136       | − 17  | 10               |
| 4. | FC Grenoble    | 14     | 1     | 0      | 5     | 127:187       | − 60  | 8                |

### Abstiegsrunde
|    | Team               | Spiele | Siege | Unent. | Ndlg. | Spiel- punkte | Diff. | Tabellen- punkte |
| -- | ------------------ | ------ | ----- | ------ | ----- | ------------- | ----- | ---------------- |
| 1. | AS Montferrand     | 22     | 10    | 3      | 9     | 521:404       | + 117 | 45               |
| 2. | RC Narbonne        | 22     | 10    | 1      | 11    | 494:575       | + 81  | 43               |
| 3. | US Montauban       | 22     | 9     | 2      | 11    | 440:544       | + 104 | 42               |
| 4. | Castres Olympique  | 22     | 8     | 2      | 12    | 545:579       | + 134 | 40               |
| 5. | CA Bordeaux-Bègles | 22     | 8     | 1      | 13    | 516:522       | − 6   | 39               |
| 6. | US Colomiers       | 22     | 8     | 1      | 13    | 404:573       | − 169 | 39               |
| 7. | AS Béziers         | 14     | 7     | 1      | 14    | 471:574       | − 103 | 37               |
| 8. | Stade Montois      | 14     | 5     | 2      | 15    | 393:650       | − 257 | 34               |

### Halbfinale
| 31. Mai 2003 | Stade Toulousain                                                     | 22 : 16 | SU Agen                                                       | Stade de la Mosson, Montpellier |
| 31. Mai 2003 | Versuche: Jauzion Erhöhungen: Delaigue (1) Straftritte: Delaigue (5) |         | Versuche: Stoltz Erhöhungen: Gelez (1) Straftritte: Gelez (3) | Stade de la Mosson, Montpellier |

| 31. Mai 2003 | Biarritz Olympique        | 9 : 32 | Stade Français                                                                                       | Stade Chaban-Delmas, Bordeaux |
| 31. Mai 2003 | Straftritte: Yachvili (3) |        | Versuche: Blin, Martin Erhöhungen: Domínguez (2) Straftritte: Domínguez (5) Dropgoals: Domínguez (1) | Stade Chaban-Delmas, Bordeaux |

### Finale
| 7. Juni 2003 | Stade Français                                                                                  | 32 : 18         | Stade Toulousain                        | Stade de France, Saint-Denis Zuschauer: 75.000 Schiedsrichter: Joël Dumé |
| 7. Juni 2003 | Versuche: Galthié, Corleto Erhöhungen: Domínguez (2) Straftritte: Domínguez (5), Liebenberg (1) | (16:15) Bericht | Straftritte: Michalak (5), Delaigue (1) | Stade de France, Saint-Denis Zuschauer: 75.000 Schiedsrichter: Joël Dumé |

Aufstellungen
Stade Français:

Startaufstellung: Sylvain Marconnet, Benoît August, Pieter de Villiers, David Auradou, Mike James, Pierre Rabadan, Raphaël Jéchoux, Patrick Tabacco, Fabien Galthié, Diego Domínguez, Thomas Lombard, Stéphane Glas, Brian Liebenberg, Christophe Dominici, Ignacio Corleto

Auswechselspieler: Mathieu Blin, Pablo Lemoine, Rémy Martin, Jérôme Fillol, Cliff Mytton, Arnaud Marchois, Arthur Gomes
Stade Toulousain:

Startaufstellung: Benoît Lecouls, Yannick Bru, Patrice Collazo, David Gérard, Fabien Pelous, Trevor Brennan, Jean Bouilhou, Christian Labit, Frédéric Michalak, Yann Delaigue, Vincent Clerc, Yannick Jauzion, Émile Ntamack, Xavier Garbajosa, Clément Poitrenaud

Auswechselspieler: William Servat, Jean-Baptiste Poux, Grégory Lamboley, Jean-Baptiste Élissalde, Cédric Desbrosse, Cédric Heymans, Finau Maka

## Pro D2
Die reguläre Saison der Pro D2 umfasste 30 Spieltage (je eine Vor- und Rückrunde). Als bestplatzierte Mannschaft stieg der CA Brive direkt in die Top 16 auf. Die Mannschaften auf den Plätzen 2 bis 4 bestritten zusammen mit dem CA Brive ein Playoff und den zweiten Aufstiegsplatz, bestehend aus Halbfinale und Finale. Den Aufstieg sicherte sich der Montpellier RC, der zugleich Meister der Pro D2 wurde. In die Amateurliga Fédérale 1 absteigen mussten die US Marmande und der RC Aubenas Vals.

### Tabelle
|     | Team                         | Spiele | Siege | Unent. | Ndlg. | Spiel- punkte | Diff. | Tabellen- punkte |
| --- | ---------------------------- | ------ | ----- | ------ | ----- | ------------- | ----- | ---------------- |
| 1.  | CA Brive                     | 30     | 24    | 1      | 5     | 1076:476      | + 600 | 79               |
| 2.  | Montpellier RC               | 30     | 22    | 1      | 7     | 850:532       | + 318 | 75               |
| 3.  | FC Auch                      | 30     | 19    | 1      | 10    | 675:546       | + 129 | 69               |
| 4.  | Tarbes Pyrénées Rugby        | 30     | 19    | 1      | 10    | 709:611       | + 98  | 69               |
| 5.  | Lyon Olympique Universitaire | 30     | 18    | 0      | 12    | 522:255       | + 267 | 66               |
| 6.  | Aviron Bayonnais             | 30     | 18    | 0      | 12    | 802:606       | + 196 | 66               |
| 7.  | Atlantique Stade Rochelais   | 30     | 18    | 0      | 12    | 719:612       | + 107 | 66               |
| 8.  | Racing Métro 92              | 30     | 13    | 2      | 15    | 660:696       | − 36  | 58               |
| 9.  | US Dax                       | 30     | 13    | 1      | 16    | 729:653       | + 76  | 57               |
| 10. | RC Toulon                    | 30     | 12    | 2      | 16    | 573:674       | − 99  | 56               |
| 11. | US Tyrosse                   | 30     | 13    | 0      | 17    | 630:810       | − 180 | 56               |
| 12. | Stade Aurillacois            | 30     | 12    | 1      | 17    | 589:651       | − 62  | 55               |
| 13. | CA Périgueux                 | 30     | 11    | 0      | 19    | 557:873       | − 316 | 52               |
| 14. | SC Albi                      | 30     | 10    | 0      | 20    | 575:833       | − 258 | 50               |
| 15. | US Marmande                  | 30     | 7     | 1      | 22    | 546:877       | − 331 | 45               |
| 16. | RC Aubenas Vals              | 30     | 5     | 1      | 24    | 497:992       | − 495 | 41               |

Die Punkte wurden wie folgt verteilt:
- 3 Punkte bei einem Sieg
- 2 Punkte bei einem Unentschieden
- 1 Punkte bei einer Niederlage
- 0 Punkte bei einem Forfait

### Halbfinale
| Datum        | Begegnung                        | Ergebnis |
| ------------ | -------------------------------- | -------- |
| 31. Mai 2003 | CA Brive – Tarbes Pyrénées Rugby | 13:22    |
| 31. Mai 2003 | Montpellier RC – FC Auch         | 28:24    |

### Finale
| Datum        | Begegnung                              | Ergebnis |
| ------------ | -------------------------------------- | -------- |
| 1. Juni 2003 | Tarbes Pyrénées Rugby – Montpellier RC | 21:25    |